# Sexteni napóra

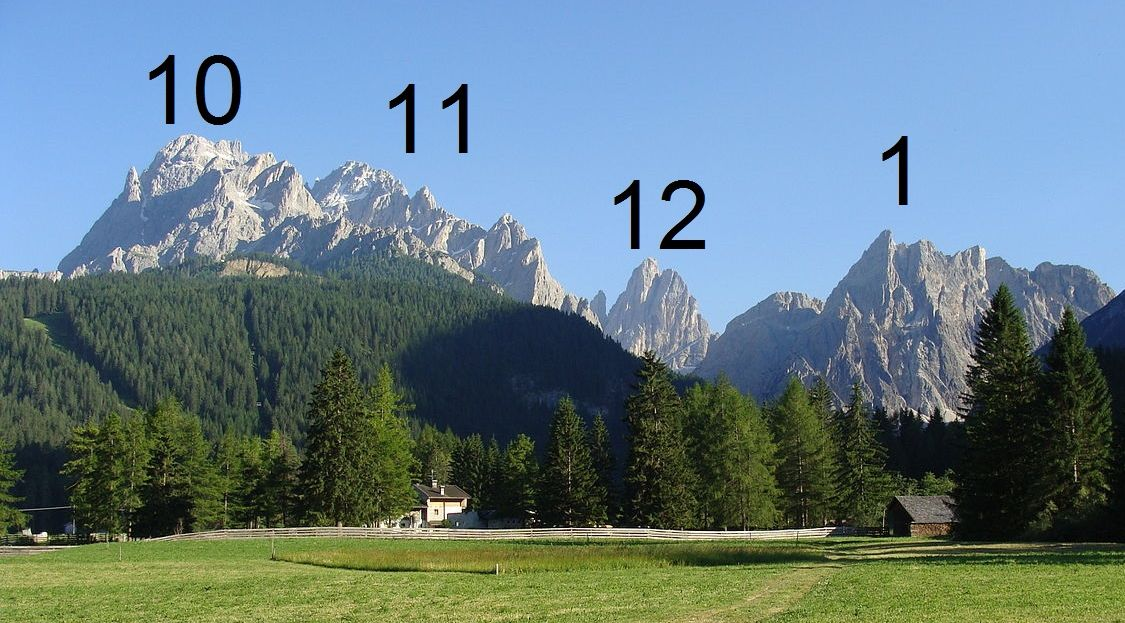
A „sexteni napóra”

A sexteni napóra (németül: Sextener (Sextner) Sonnenuhr, olaszul: La meridiana di Sesto) egy 5 hegycsúcsból álló hegycsúcs-csoport a Dolomitok keleti részén, a Sexteni-völgyet dél-délkeleten övező hegyláncban, a Sexteni-Dolomitokban. Ősi népi megfigyelések alapján a hegyek fölött vándorló Nap helyzete a helyi lakosok számára praktikus időjelző „eszköz”, az óra állását mutatja 09…13 óra között. Mindegyik hegycsúcs azt a nevet viseli, ahány órakor fölötte áll a Nap.

## Fekvése
A „sexteni napóra” egy érdekes természeti jelenségen és helytálló népi megfigyeléseken alapuló helyi hagyomány. Az öt, környezetéből kiugró magas hegycsúcs a puster-völgyi járáshoz tartozó Sexten (Sesto) község közigazgatási területén található, a Sexteni-völgy felső szakaszának déli oldalán, nagyjából a Kreuzberg-hágó és a Fischlein-völgy közötti hegyvidéken. A modern sexteni idegenforgalmi szervezetek szívesen használják a napórát a hegyek közé ékelt Sexten község egyfajta szimbólumaként.
A napórát (vagy „hegyórát”) alkotó Dolomit-csúcsok keletről nyugat felé haladva a következők:
- A „kilencórás csúcs” a Neunerkofel, röviden Neuner, olaszul: Cima Nove, amelyet Pala del Poperának is neveznek (2582 m).
- A „tízórás csúcs” a Zehnerkofel, röviden Zehner, olaszul: Cima Dieci, hivatalos nevén Sextener Rotwand, olaszul: Croda Rossa di Sesto (2965 m)
- A „tizenegyórás csúcs” az Elferkofel, olaszul: Cima Undici (2926 m)
- A „tizenkétórás csúcs” a Zwölferkofel, olaszul: Cima Dodici, olasz hivatalos nevén Croda dei Toni (3094 m)
- Az „egyórás csúcs” az Einserkofel, olaszul: Cima Una (2598 m).

A közismert öthöz néha hozzáveszik a hatodikat, a többinél lényegesen alacsonyabb „nyolcórás csúcsot” is, a Kreuzberg-hágó fölé nyúló Achtert, ennek hivatalos neve Arzalpenkopf, olaszul: Croda Sora i Colesei (2371 m).

## „Működése”
A Sexteni-völgy déli mellékvölgyének, a Fischlein-völgynek torkolatában fekvő Bad Moos településrészből nézve az órán mért idő pontosan megegyezik annak a hegynek a sorszámával, amely fölött a Nap jár. A völgy más helységeiből, Moosból vagy Sextenből tekintve a „hegyóra” pontossága kisebb-nagyobb eltérést mutat a pontos időtől, de a mechanikus órák elterjedése előtti korban a falusi gazdálkodók, erdőkerülők számára így is megbízható gyakorlati útmutatást adott az aktuális időpontról. Ebben az időben a napóra a munkanap beosztásának egyetlen eszköze volt.

## Képgaléria

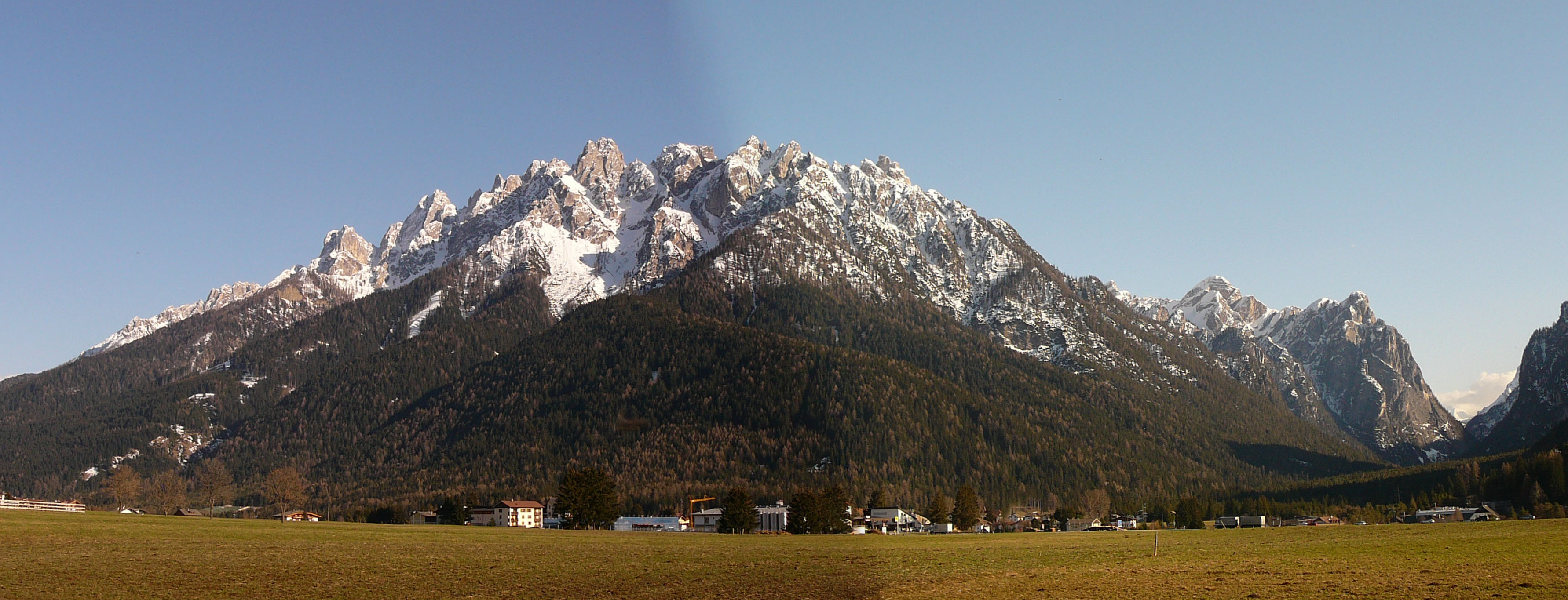
Neunerkofel (Cima Nove)
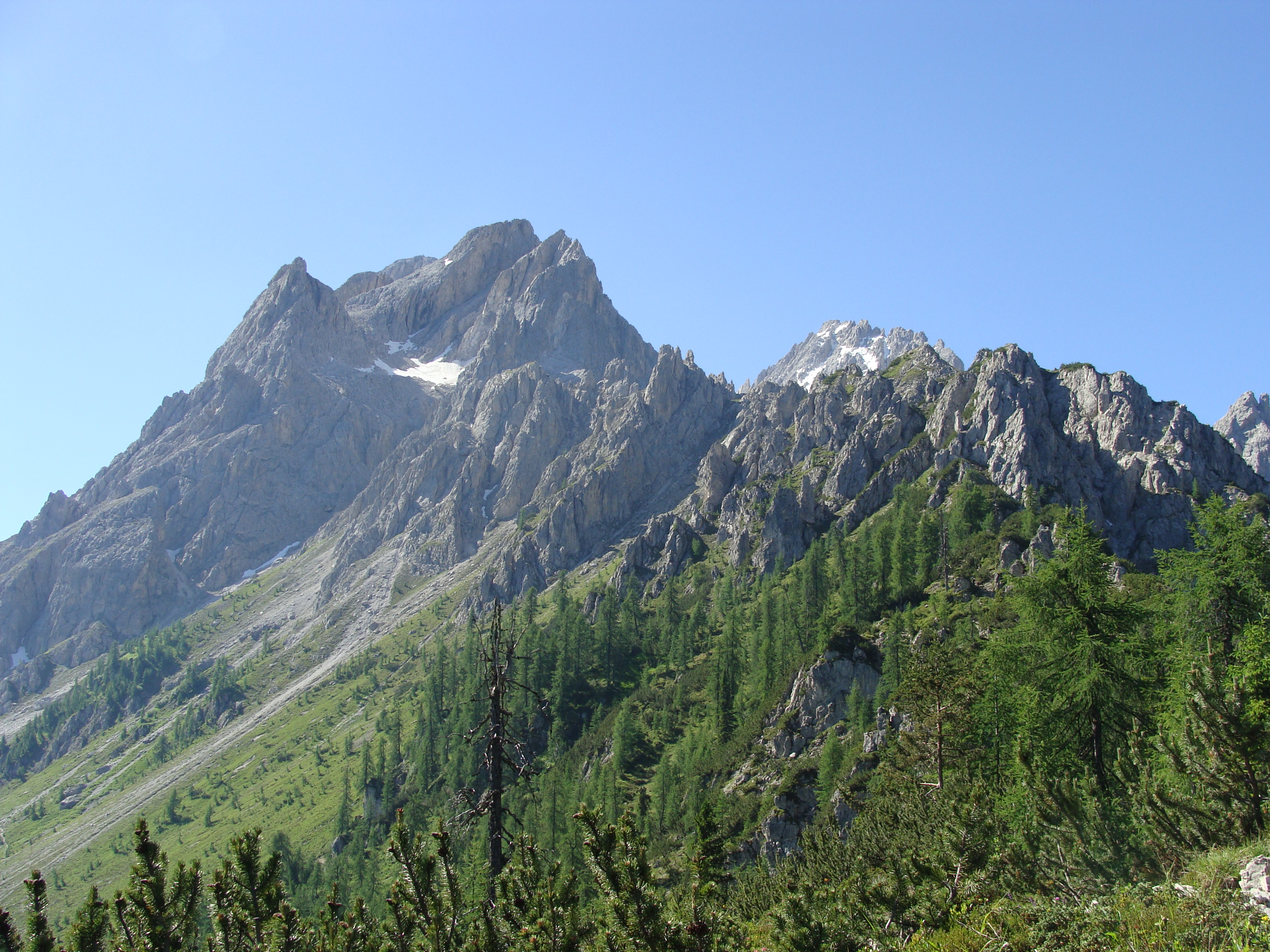
Zehnerkofel (Sextener Rotwand) (Cima Dieci / Croda Rossa di Sesto)
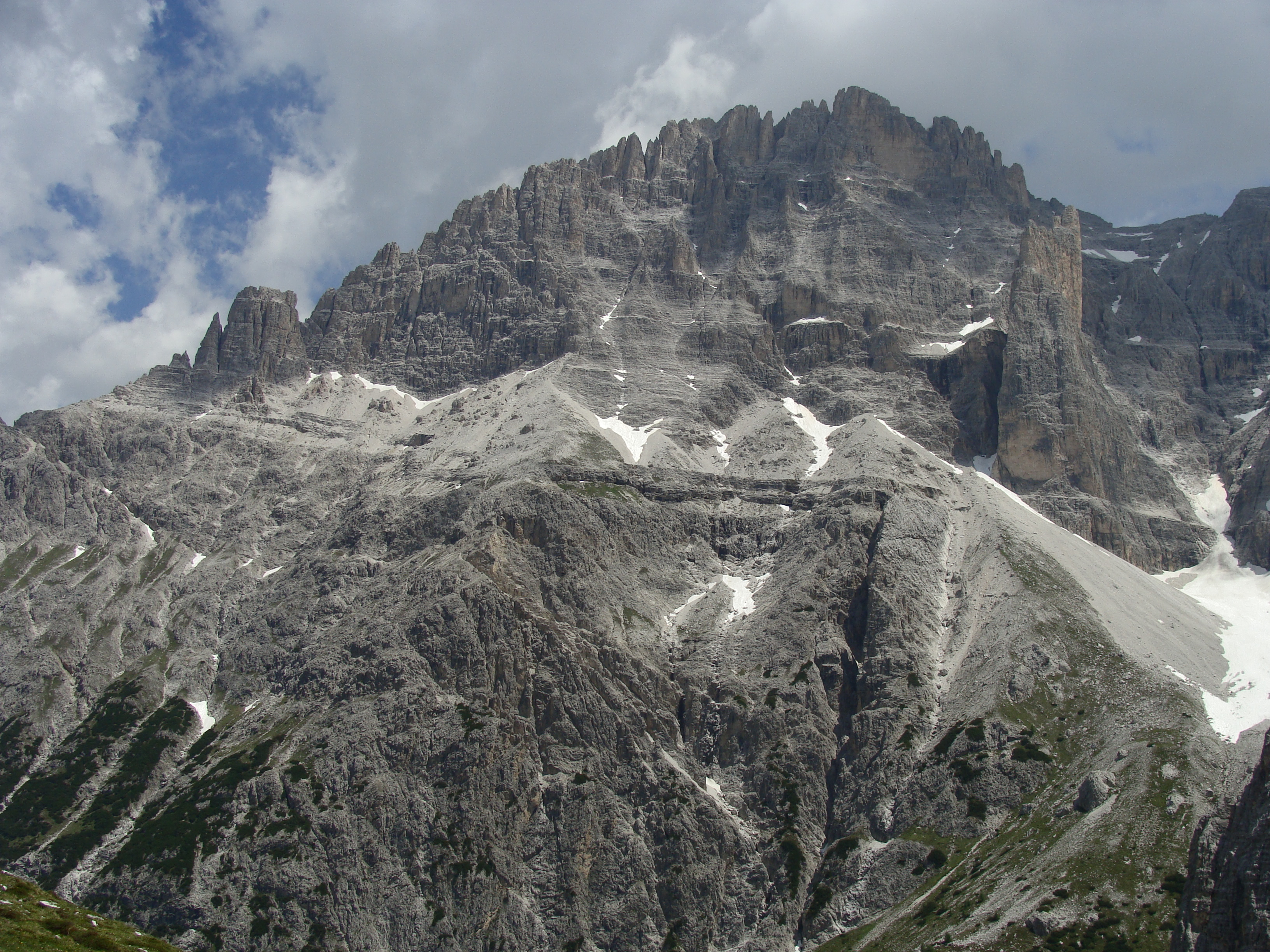
Elferkofel (Cima Undici)
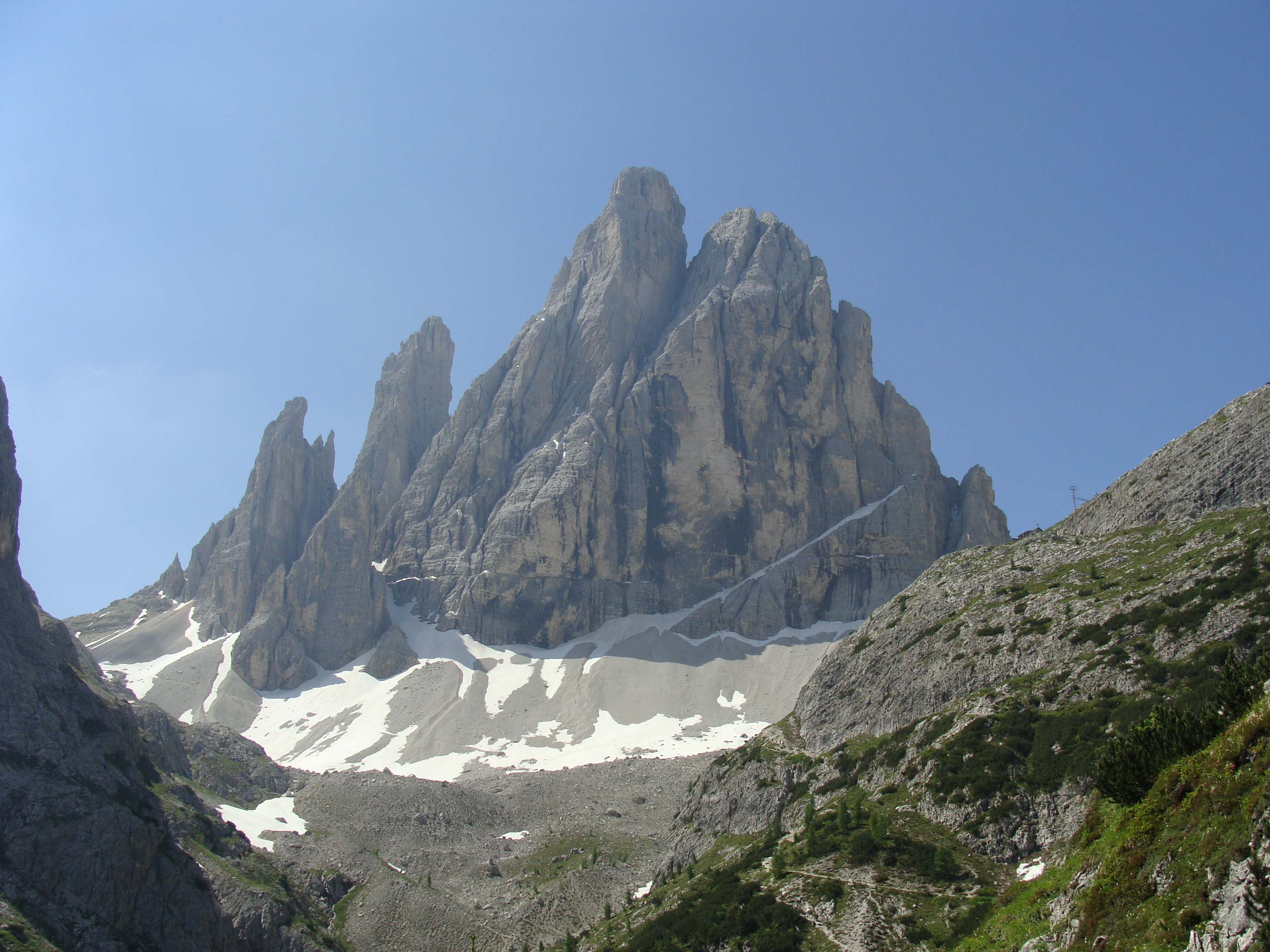
Zwölferkofel (Cima Dodici)
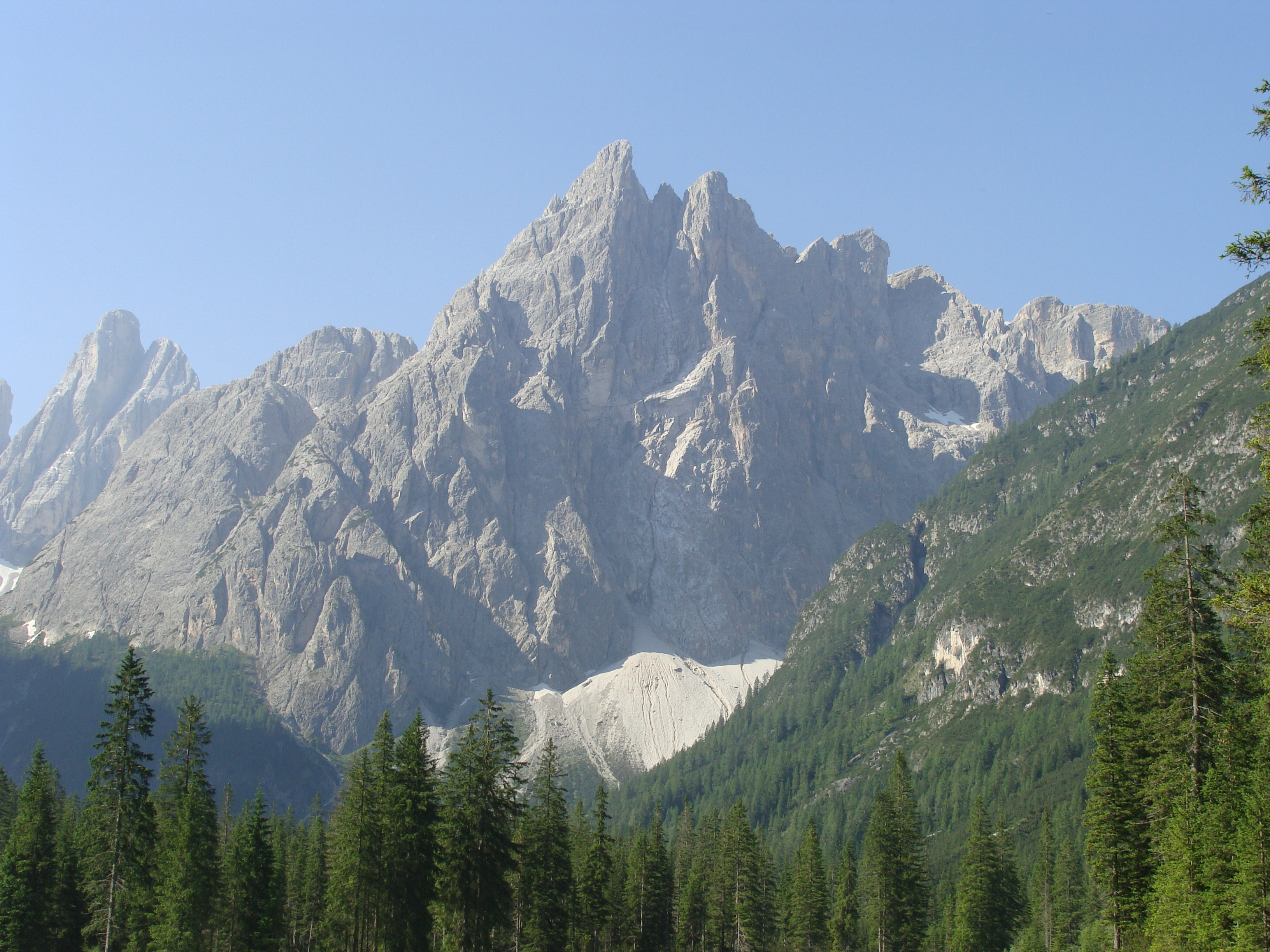
Einserkofel (Cima Una)

## Külső hivatkozások
- Die Sextner Sonnenuhr: ein Naturschauspiel. hochpustertal.info. [2013. október 30-i dátummal az eredetiből archiválva]. (Hozzáférés: 2013. november 5.) (németül)
- Sextner Sonnenuhr (…) ist wohl die größte Sonnenuhr der Welt. pustertal.org. (Hozzáférés: 2013. november 5.) (németül)
- Webcam Sextner Sonnenuhr. dolomiten.net. (Hozzáférés: 2013. november 5.) (németül)
- Rund um die Sextener Sonnenuhr. alpenverein-waging.de. [2016. május 19-i dátummal az eredetiből archiválva]. (Hozzáférés: 2013. november 5.) (németül)
- Die Sextner Sonnenuhr in den Dolomiten. hochpustertal.net. (Hozzáférés: 2013. november 5.) (németül)
- La meridiana di Sesto: lo spettacolo naturale più grande del mondo. sudtirol.com. (Hozzáférés: 2013. november 5.) (olaszul)
- Meridiana di Sesto (panorámakép). panoramio.com. [2016. október 15-i dátummal az eredetiből archiválva]. (Hozzáférés: 2013. november 5.) (olaszul)
- Meridiana di Sesto (webcam). webcamst.eu. [2013. április 1-i dátummal az eredetiből archiválva]. (Hozzáférés: 2013. november 5.) (olaszul)

## További irodalom
- Hüsler, Eugen. Dolomiten, Sexten, Hochpustertal (Wanderführer). Rum/Innsbruck˛: Kompass Karten GmbH (2010). ISBN 978-3-85026-240-8 (németül)